# Ceratina gomphrenae
Ceratina gomphrenae är en biart som beskrevs av Carlos Schrottky 1909. Ceratina gomphrenae ingår i släktet märgbin, och familjen långtungebin. Inga underarter finns listade i Catalogue of Life.